# 日号作戦
日号作戦（にちごうさくせん）は、太平洋戦争末期に日本が陸海軍合同で行った日本海における戦略物資の海上輸送作戦のことである。食糧事情が悪化する中、本土決戦に備え、日本海航路の遮断前に満州及び朝鮮半島から日本本土へ可能な限りの食糧などを輸送するために実行された。

## 背景

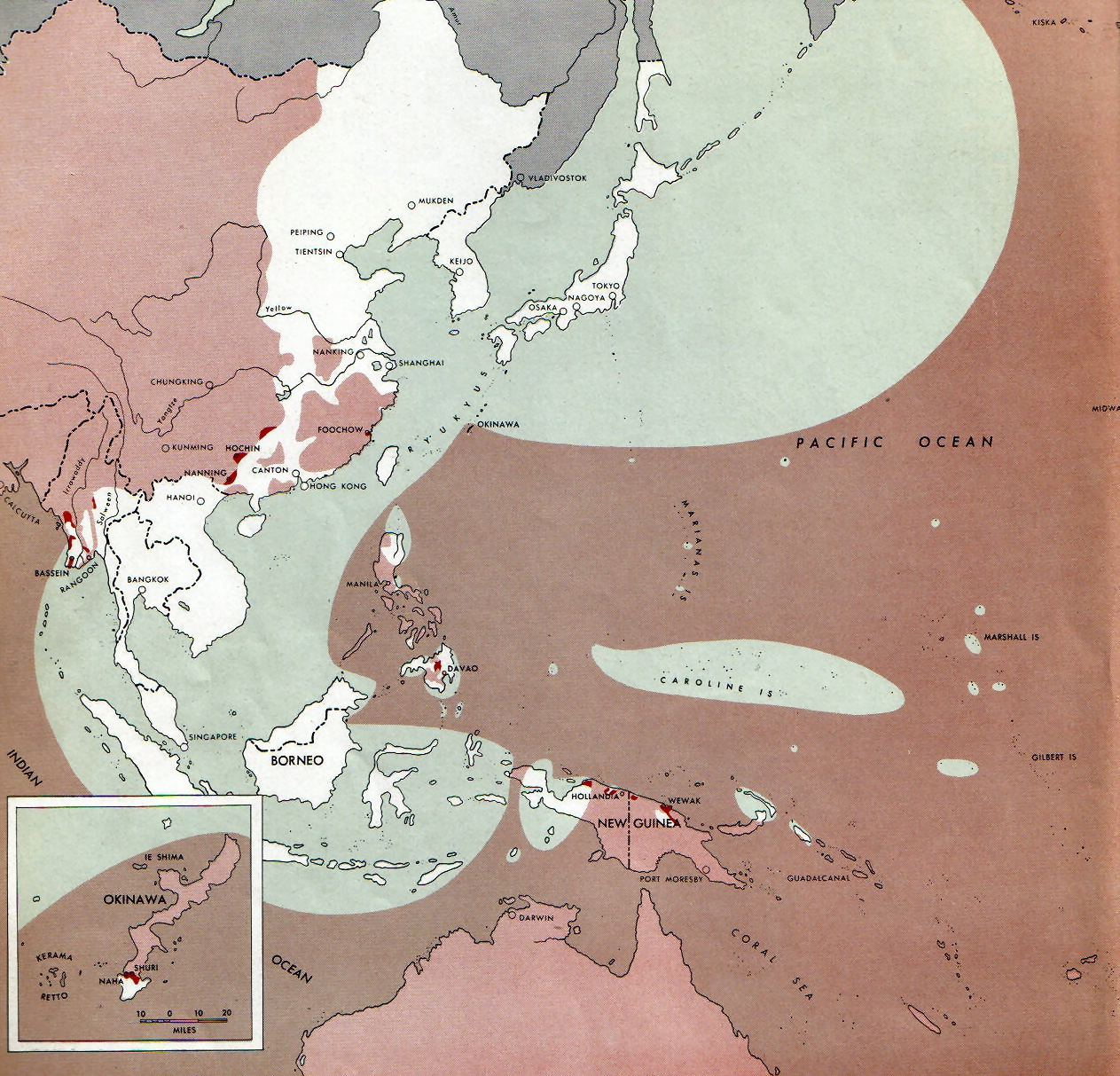
1945年6月1日時点での日本の勢力範囲。

1945年（昭和20年）3月に東南アジア方面との南方航路が閉鎖されて以降、日本に残された重要なシーレーンとなったのは、日本海を経由する朝鮮半島との航路であった。東シナ海経由の華北航路とならんで、本土決戦に向けた部隊・軍需物資の移動や、国民生活を維持するための食糧輸送に極めて重要だった。
これらの航路の遮断は、配給制度の破綻を招くおそれがあった。太平洋戦争開始前の日本本土の食糧自給率はカロリー換算で約8割で、残りは台湾や朝鮮半島、満州、東南アジアからの輸入に依存していた。戦時中も主食の国内生産量は大きな変化が無かったため、シーレーンの遮断は食糧事情の悪化につながったのである。工業用を含めた塩の自給率はさらに低く、食用・飼料用だけでも大幅な不足が生じており、1945年秋には飼料用塩の配給停止が予測されるほどだった。
しかも、1945年は、天候不良と肥料不足から、代用食として重要な小麦の凶作までが重なった。同様に米も非常な凶作が予想されていた。同年4月に成立した鈴木貫太郎内閣は情勢を踏まえて食糧確保を重視し、新たに始まった国家船舶制度に基づき、船腹を優先的に食糧輸送用に割り当て始めた。
日本軍も大陸方面航路の防備を放置していたわけではなく、1943年（昭和18年）5月以降に東シナ海などに機雷を敷設し、敵潜水艦の侵入を阻止しようとしていた。1945年3月26日に海上護衛総司令部が発令した対馬海峡機雷堰敷設だけで、6000個の九三式機雷が使用されている。しかし、1945年6月6日に、9隻のアメリカ海軍潜水艦が高性能ソナーにより機雷を回避して突破に成功し、「天皇の浴槽（The Emperor's Bathtub）」とあだ名していた日本海での通商破壊を開始した（バーニー作戦）。これにより日本商船27隻（計54000総トン）が沈められ、日本海軍は日本海でも本格的に対潜護衛を行わなければならなくなった。
また、3月末から、アメリカ軍は従来の潜水艦や航空機による通商破壊に加え、航空機による機雷敷設で日本周辺の海上封鎖を行う「飢餓作戦」に着手した。関門海峡や瀬戸内海が最初の攻撃目標になり、内海航路すらも麻痺し始めた。B-29爆撃機の行動範囲から、日本海側へも攻撃の手が及ぶことが予想された。

## 作戦計画
1945年6月、日本海航路が使用可能なうちにと、日本陸軍と日本海軍の間で「日本海ニ於ケル輸送作戦実施ニ関スル陸海軍中央協定」が結ばれ、石油強行輸送の南号作戦に倣った「日号作戦」の実行が決まった。短期間でできるだけ多くの戦略物資を輸送することが作戦目的で、当面は対馬海峡方面に護衛の重点を置くと定められた。北海道・樺太方面も作戦地域に含まれている。参加兵力は、海軍が海上護衛総司令部指揮下の第一護衛艦隊や第七艦隊、第901海軍航空隊などに属する駆逐艦・海防艦約60隻、航空機200機ほか。陸軍が第10飛行師団・第12飛行師団の各一部や各地の防空部隊など航空機約70機、高射砲200門以上などとなっている。うち黄海方面にある兵力は、華北航路を放棄して7月上旬に配備変更された。なお、護衛部隊用の燃料不足が深刻で、消費燃料の最善活用に努めることが作戦要領にも明記されていた。
輸送される戦略物資とは主に食糧関係の物資で、モロコシ（高粱）や大豆などの雑穀のほか、食用・家畜飼料用などの塩が輸送の対象となった。米の輸送はほとんどなかった。
護衛の方式は、それまで日本海では商船に航路帯内を自由航行させ、対潜艦艇で適宜哨戒する間接護衛方式がほとんどだったのを変更し、朝鮮半島北部行きの航路について護送船団を組んでの直接護衛を全面的に導入した。それ以外の朝鮮半島南部などへの航路については、引き続き間接護衛を原則としたが、一部で護送船団が編成された。
作戦の期間は陸海軍中央協定や後述の大海指第524号では明示されておらず、対馬海峡「動脈輸送路」を可能な限り長期間保持するものとなっているが、海上護衛総司令部参謀だった大井篤によると約20日間の集中輸送を行う計画であったという。

## 7月の作戦経過
6月28日、陸海軍中央協定に基づき大本営海軍部は大海指第524号を発し、海軍総司令長官小沢治三郎中将に日号作戦開始を指示した。
積み出し港には朝鮮半島沿岸の諸港が利用され、中でも羅津が中心となった。陸揚げ港としては、機雷封鎖で瀬戸内海の主要港が使用不能のため、北部九州から北陸地方にかけての日本海側の港が広く使用された。山陰地方西部では江崎港（山口市）や油谷湾などの小港に仮設桟橋を設置してまで利用した。荷役用の艀を瀬戸内海からも回航し、上陸用舟艇も代用に投入した。作業員としては本業の沖仲仕に加えて兵士も出動した。
船の絶対数不足に加え、陸揚げ港には設備不十分な小港が多くて船の稼働効率が落ちたこともあり、当初は満州各地から集積された物資が積み出し港に停滞してしまった。その後、仮設港湾などが機能して日本本土への陸揚げまでの効率は上がったが、今度は陸揚げ後の陸上輸送能力が不足して、陸揚げ地に物資が停滞してしまった。鉄道引き込み線の増設も行われたが間に合わず、露天集積されたモロコシが雨に打たれて発芽する有様であった。
この間にもアメリカ軍の飢餓作戦は続き、日本海沿岸諸港へも次々と機雷が投下された。朝鮮半島に近い北部九州などは6月中から投下を受けていたのが、7月にはさらに範囲が広がって遠く秋田県の船川港まで及び、朝鮮半島沿岸も機雷投下を受けた。機雷の投下数は7月9日以降の分だけで3746個に上った。うち420個が集中投下された羅津は、客船の運航停止に追い込まれた。量の多さに加えて機雷の種類も多様で、磁気・水圧・音響などの各種起爆装置が混用されたため、技術的に掃海は不可能だった。日本海軍では、日本海航路を含め日本の港湾の完全封鎖も時間の問題と考えるようになった。

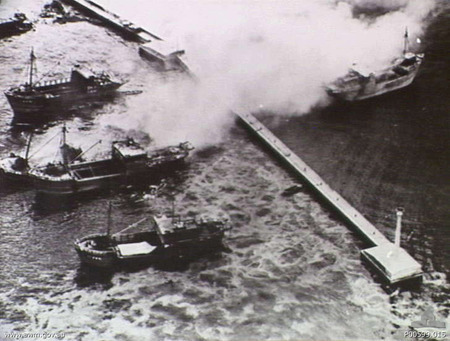
八戸港でアメリカ艦上機の空襲を受けつつある日本の機帆船。（1945年7月15日）

7月中旬には、アメリカ海軍の機動部隊が北日本一帯を攻撃し、北海道空襲などを行った。この攻撃で青函連絡船8隻沈没を含む汽船46隻（11万総トン）と機帆船150隻が使用不能となり、北海道からのジャガイモなどの食糧や石炭の輸送も激減することになった。
以上のように多くの障害と犠牲がありながらも、7月中の日本の海上輸送実績は95万4千トンを記録している。これは目標の60万トンに対して150％以上の達成率という好成績だった。

## ソ連参戦による終焉
7月末にも、予測されるソ連の対日参戦前に朝鮮半島からの食糧緊急移送が試みられ、羅津・清津・雄基の3港に向けて約40隻の商船が出発した。8月10日までに積み取り完了して帰還するよう指令されていたが、まだ多くの船が積み出し港に停泊中の8月9日未明にソ連軍による空襲が始まり、羅津所在の商船15隻のうち貨物船「めるぼるん丸」など13隻などが失われた。護衛の「第82号海防艦」も羅津沖で沈没したほか、雄基でも少なくとも3隻の商船が撃沈されている。なお、羅津を目指して航行中の一船団は海防艦「屋代」、「第87号」に護衛されて転針し、元山へ無事に入港できた。
ソ連軍地上部隊により満州及び朝鮮半島北部が攻撃を受けたことで満州方面からの食糧移送は完全に終了した。それからまもなく、日本軍は降伏した。